# 義大利經濟
意大利經濟是指意大利的經濟發展。意大利的工業化起步較英國、普魯士和法國為晚，直至19世紀中葉工業化程度才有較大進展，但農業仍佔經濟較大比例，意大利在一次大戰後的工業技術及產能仍然較英法等國落後，二次大戰更嚴重破壞意大利的經濟，但1950年代起經濟開始迅速發展，到1970年代成為先進工業國，現在義大利是世界第6大經濟體。踏入1990年代後，意大利經濟發展減慢，面臨經濟成長低迷和國際競爭力下降的問題。但2007年，義大利的經濟成長率估計為2%，這是2000年來的最好成績。義大利是G7成員，也是OECD的會員國。
根據經濟合作與發展組織OECD的統計，在2004年，義大利是世界第六大食品出口國之一。意大利的經濟長期處於地理不平衡，北部擁有先進發達的工業體系，其中都靈是意大利的製造業中心，米蘭不但是意大利的紡織業中心，更是具領導地位的國際時裝中心，南部則以農業、漁業、手工業、加工業及旅遊業為主，經濟總量較北部為低。
2024年3月、意大利經濟部考慮是否和中國繼續合作一帶一路，经商讨确定意大利将退出一带一路，取而代之的是与中国签署的一个三年发展计划。

## 財政
根據GDP的計算，2012年意大利是世界第七大經濟體，僅次於美国、中国、日本、德国、英国、法国。意大利也是歐洲的第四大經濟體。
過去十年，意大利採取了從緊的財政政策，以便與達到歐洲聯盟經濟暨貨幣聯盟的要求，意大利經濟也受益與過去的十年中比較低的利率和通貨膨脹率。義大利于1999年加入歐元區，以歐元取代意大利裡拉成為國內法定貨幣。
意大利經濟的表現時常落後于主要歐盟夥伴，現政府已採取為數眾多的短期改革措施，以提升競爭力和長遠增長。然而，諸如減輕高額的稅負負擔、重新審視其僵化的勞動力市場，和花費巨大的養老體系等，卻由於經濟的減速和工會組織的反對，而進展緩慢。

## 農業
意大利的農業約佔生產總值的六分之一，在歐盟成員國中屬較高的水平。意大利的農業以家庭式經營為主，所以單位規模很小，而百分之六十的農地都位於意大利中部及南部地區。穀物是意大利生產規模最大的農產品，其次是橄欖樹種植。意大利的橄欖種植規模雖然比西班牙及希臘要小，但享負盛名的意大利飲食文化卻令該國的橄欖產品如橄欖油可以賣比其他來源地更高的價錢。另外還有水果種植，當中以番茄及柳橙的規模最大，而葡萄種植對意大利也佔有重要地位，為葡萄酒及葡萄醋提供產自意大利的釀造原料。

## 工業
意大利是歐洲主要工業國之一，但其工業製品以輕工業所佔比重較高，而重工業的規模則較英國、德國及法國為小。雖然規模較小，但同樣具有先進技術水平，其中飛雅特、奧古斯塔偉士蘭、依維柯、奧托梅萊拉，都是國際知名的意大利重工業公司。
位於熱那亞的Fincantieri是世界上少數具有十萬噸邮轮建造能力和經驗的造船廠。也有一些中小型的造船厂可以解决各种中小尺寸的船舶如渡輪，游艇。
與其他與之規模相當的經濟體相比，意大利擁有的世界級跨國企業相對較少。反之，意大利經濟主要由中小型企業組成。
意大利的中小型企業在全球化下受到很大挑戰，由於有不少中小企所生產的產品，技術含量只屬一般，但又缺乏大企業的品牌優勢，因此面臨著來自中國和其他能以低廉的勞動力成本廉價出售同類產品的新興亞洲國家的競爭。其中以皮革製品及紡織品最受影響，意大利雖然在以上商品擁有不少全球知名品牌，但有更多在意大利的生產者是知名度不高的小企業，由於缺乏資金投入，仍依賴勞動密集的手工生產，過去尚可利用意大利製造的形象維持利潤，但近年大量國家都已經能夠以較低的售價售賣品質不俗的同類產品，令意大利的同類企業受到很大衝擊。
意大利的中小型企業正提升產品的技術含量予以應對全球化的挑戰，與此同時，也把一些低端技術的製造產業轉移到勞動力更廉宜的國家。這種企業平均規模較小的狀況是一個制約因素，而政府已經致力於鼓勵兼併重組，將原本要互相競爭的國內中小企合併為具競爭力的企業。

## 能源及原料
意大利本土缺乏石化及礦物等資源，不但石油依賴進口，大多數工業原料同樣主要由國外輸入。雖然意大利的能源依賴進口，但國民普遍抗拒在國內大規模發展核電，所以意大利需要從鄰國法國購買電力，補充國內發電站裝機容量的不足。

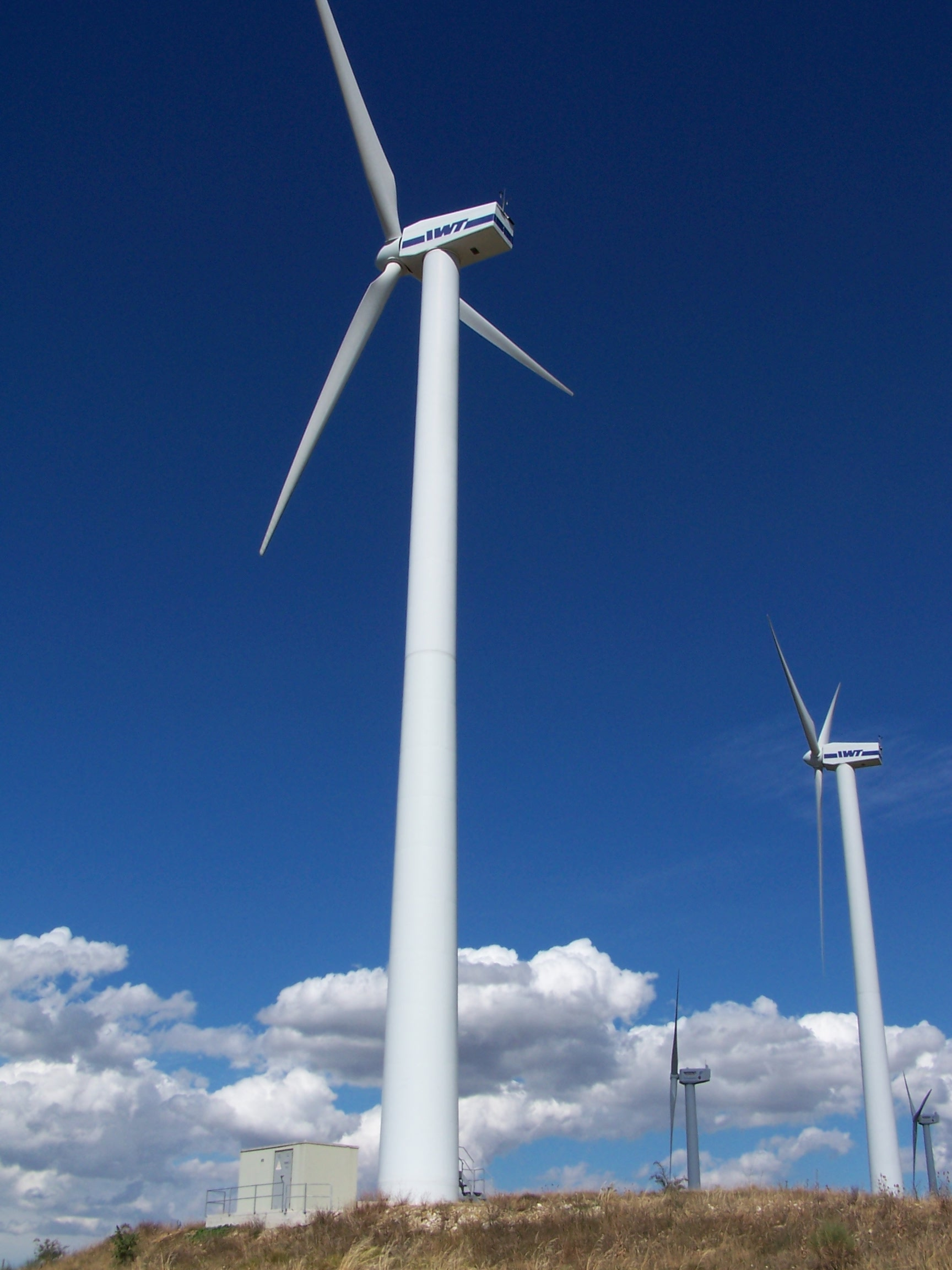
意大利風力電廠
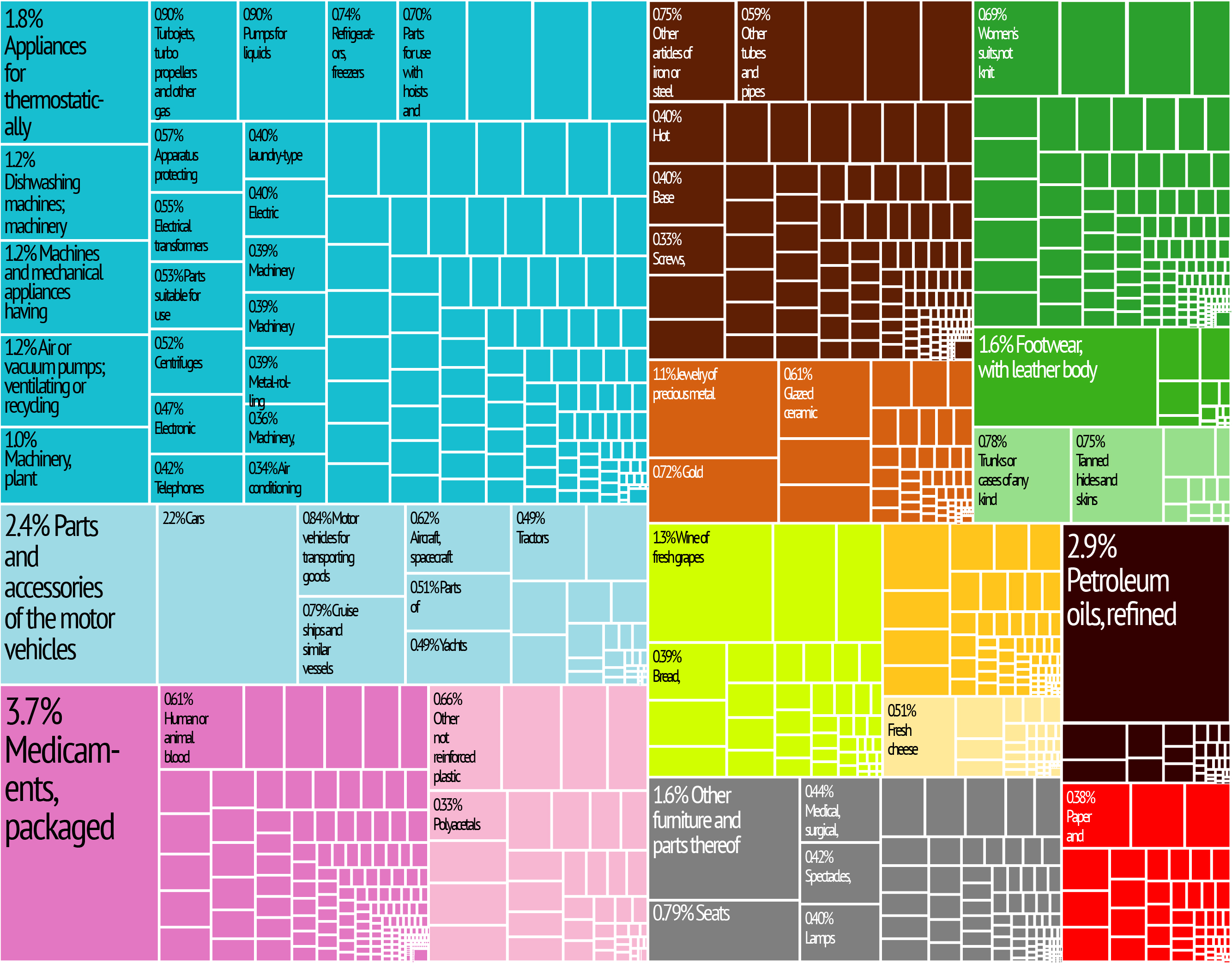
出口品
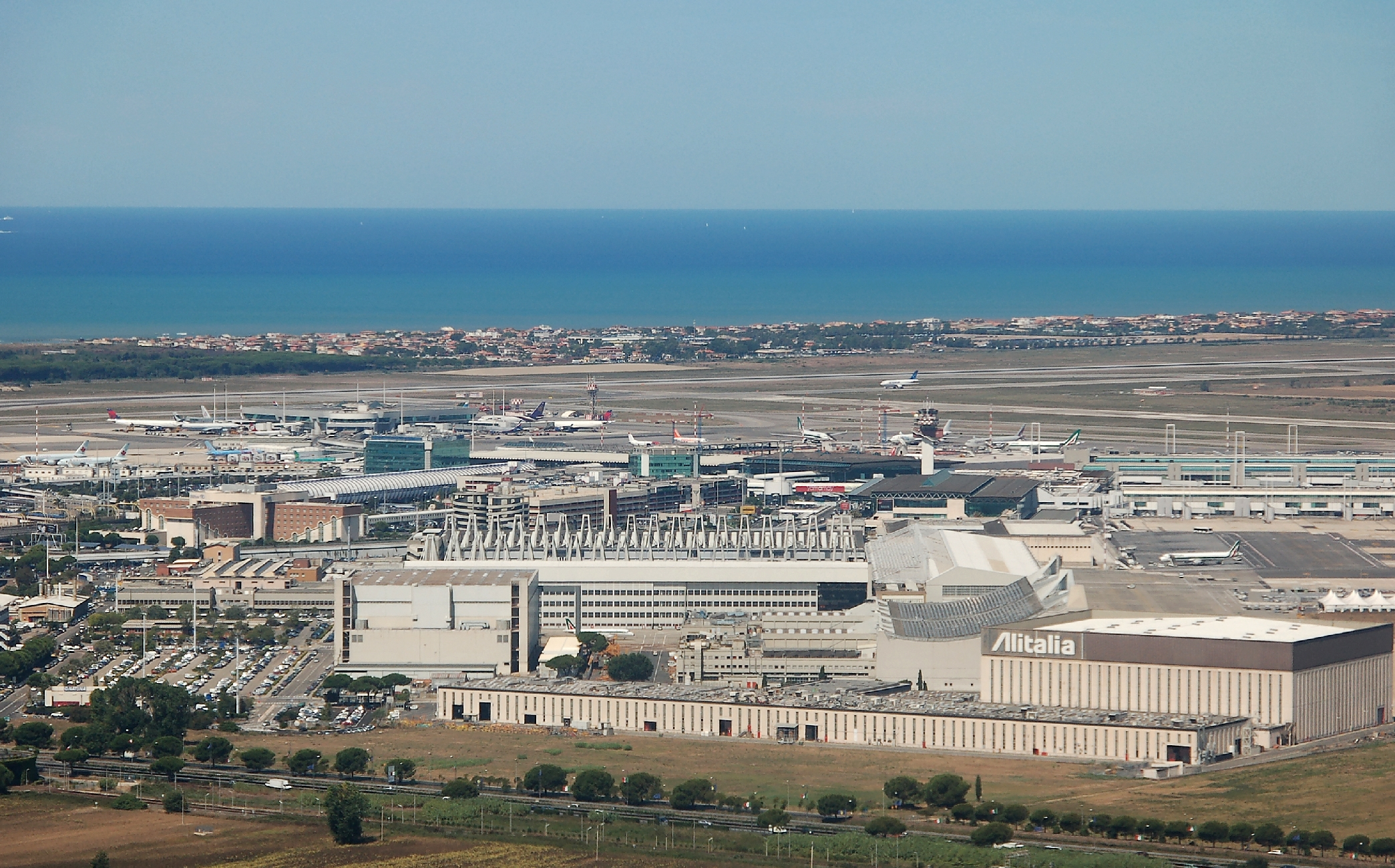
羅馬機場
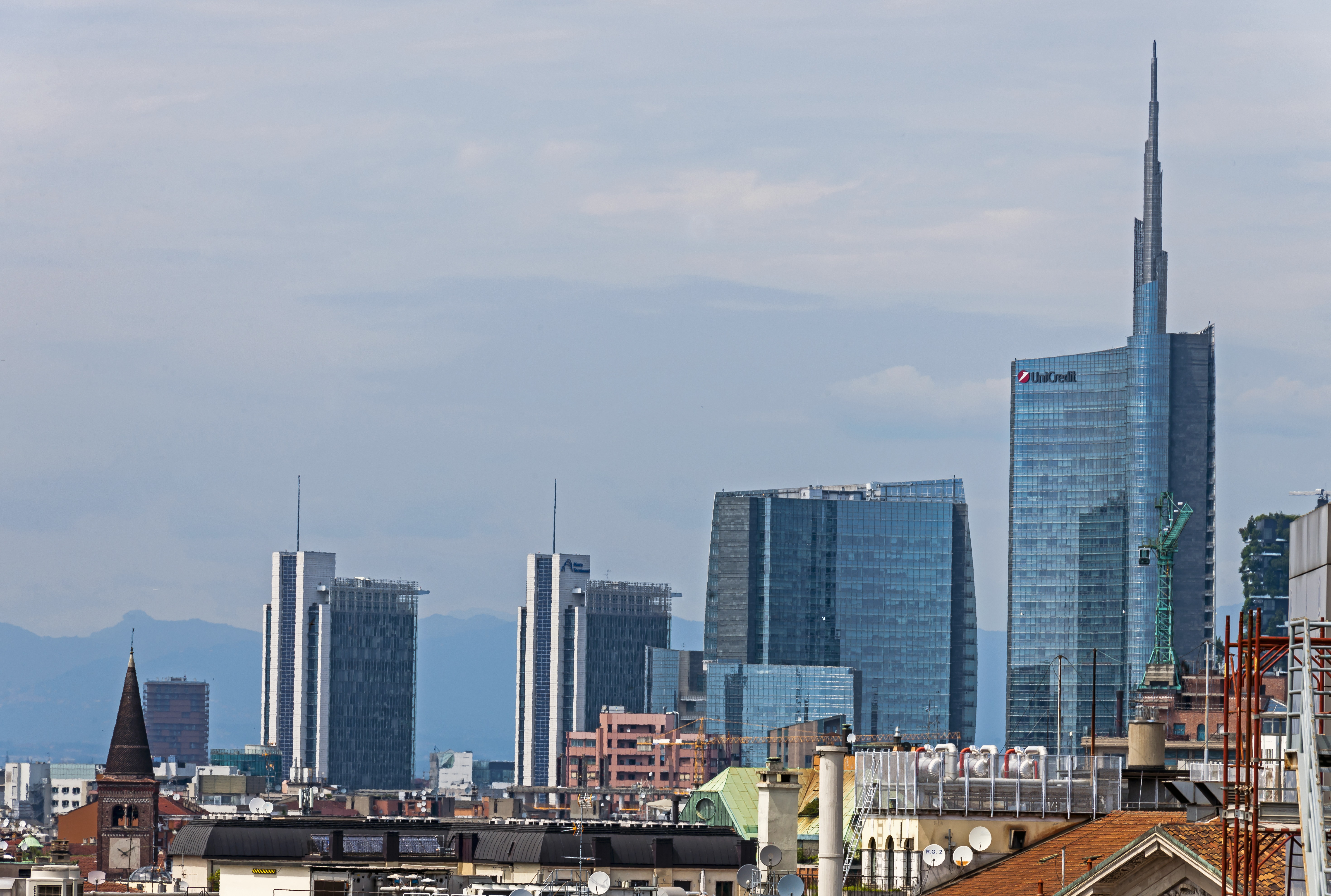
裕信銀行總部
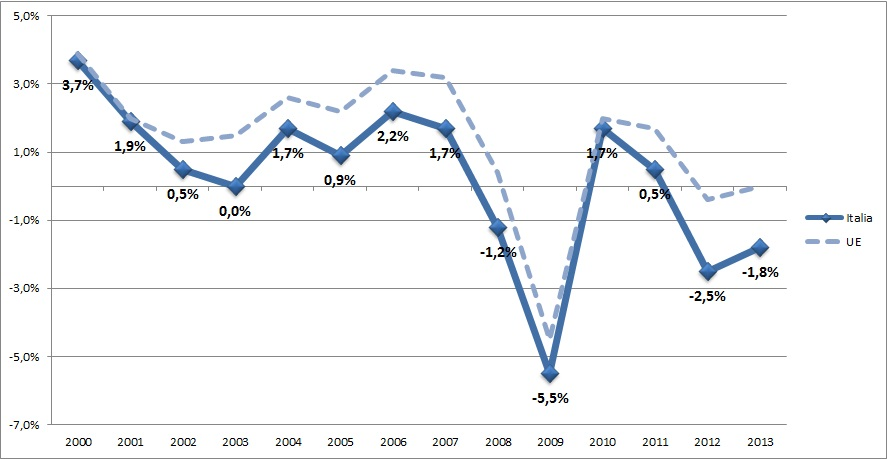
近10年中4年經濟負成長
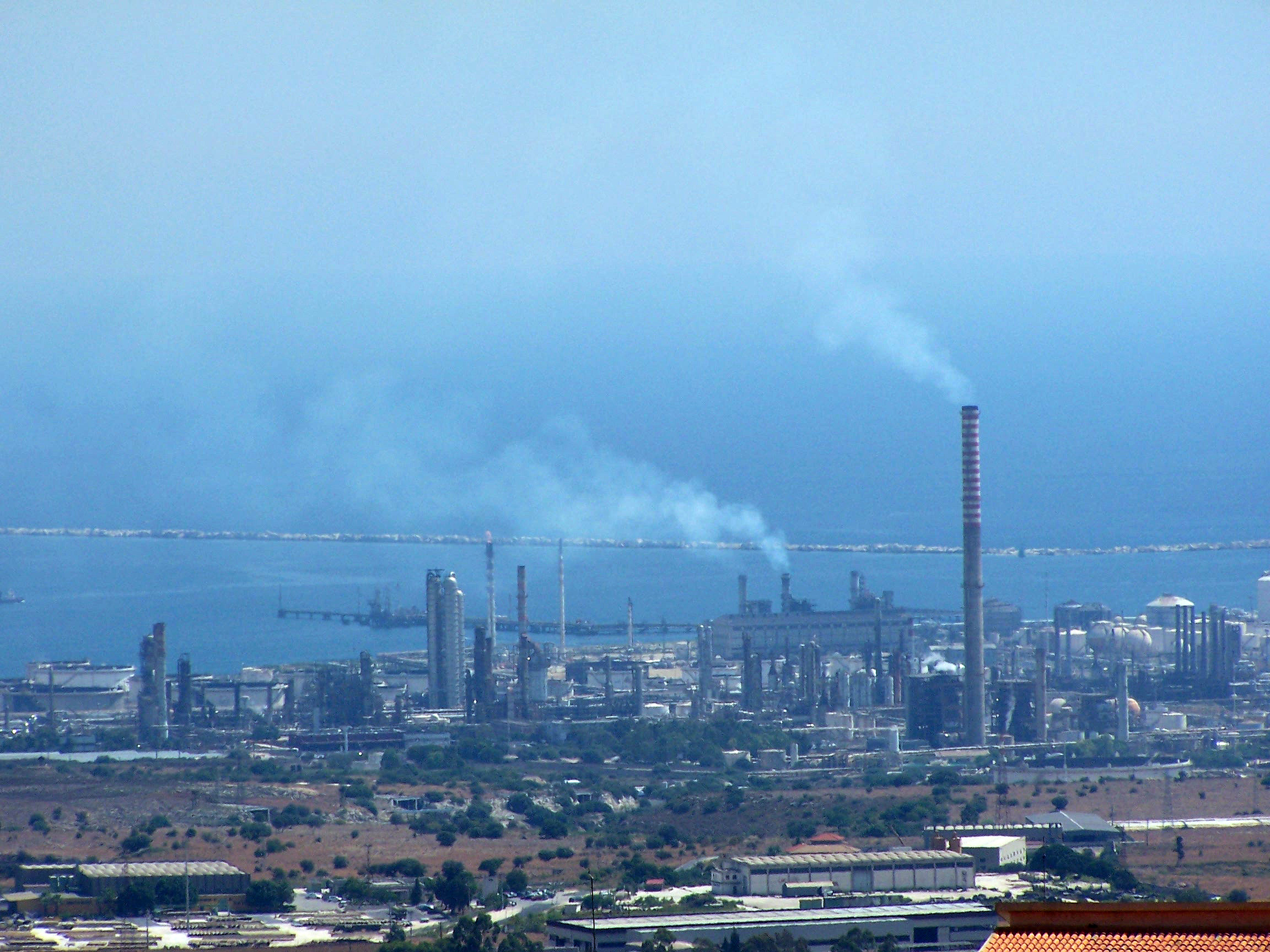
叙拉古工業區

## 主要出口
- 汽車：菲亞特集團，阿普里拉、DUCATI、比亞喬
- 化工產品、石化產品：埃尼
- 電力：義大利國家電力、愛迪生
- 家庭用品：默洛尼、凱迪
- 航空及防務產品：阿萊尼亞、阿古斯塔、芬梅卡尼卡
- 槍械：伯萊塔
- 食品工業：費列羅、百味來、百加得、金巴利、帕瑪拉特
- 服飾：喬治·阿瑪尼、華倫天奴、范思哲、普拉達

## 主要品牌
- 豪華跑車：法拉利、瑪莎拉蒂、蘭博基尼、帕格尼
- 遊艇：法拉帝、阿茲慕特
- 時尚領域：喬治·阿瑪尼、華倫天奴、范思哲、Dolce&Gabbana、貝納通、普拉達、Luxottica

## 各大区经济
| 2007年意大利各大区经济总量 （GDP） （百万元，2007年1欧元折合1.3687美元） |        |        |         |         |         |
| 大区                                                                     | 英文名 | 意文名 | 欧元    | 美元    | 比重(%) |
| 伦巴第                                                                   |        |        | 322,143 | 440,917 | 21.06   |
| 拉齐奥                                                                   |        |        | 168,360 | 230,434 | 11.01   |
| 威尼托                                                                   |        |        | 145,517 | 199,169 | 9.51    |
| 艾米利亚-罗马涅                                                          |        |        | 135,431 | 185,364 | 8.85    |
| 皮埃蒙特                                                                 |        |        | 123,845 | 169,507 | 8.10    |
| 托斯卡纳                                                                 |        |        | 102,763 | 140,652 | 6.72    |
| 坎帕尼亚                                                                 |        |        | 95,156  | 130,240 | 6.22    |
| 西西里岛                                                                 |        |        | 82,619  | 113,081 | 5.40    |
| 普利亚                                                                   |        |        | 67,808  | 92,809  | 4.43    |
| 利古里亞                                                                 |        |        | 42,793  | 58,571  | 2.80    |
| 马尔凯                                                                   |        |        | 40,587  | 55,551  | 2.65    |
| 弗留利-威尼斯朱利亚                                                      |        |        | 35,362  | 48,400  | 2.31    |
| 卡拉布里亚                                                               |        |        | 32,834  | 44,940  | 2.15    |
| 撒丁岛                                                                   |        |        | 32,479  | 44,454  | 2.12    |
| 特伦蒂诺-上阿迪杰                                                        |        |        | 31,945  | 43,723  | 2.09    |
| 阿布鲁佐                                                                 |        |        | 27,966  | 38,277  | 1.83    |
| 翁布里亚                                                                 |        |        | 21,212  | 29,033  | 1.39    |
| 巴斯利卡塔                                                               |        |        | 11,050  | 15,124  | 0.72    |
| 莫利塞                                                                   |        |        | 6,218   | 8,511   | 0.41    |
| 瓦莱达奥斯塔                                                             |        |        | 3,703   | 5,068   | 0.24    |